# اچ‌ام‌ای‌اس لیووین (ای ۲۴۵)
اچ‌ام‌ای‌اس لیووین (ای ۲۴۵) (به انگلیسی: HMAS Leeuwin (A 245)) یک کشتی است که طول آن ۷۱٫۲ متر (۲۳۴ فوت) می‌باشد. این کشتی در سال ۱۹۹۷ ساخته شد.